# Bogusław Bil
Bogusław Jan Bil (ur. 21 maja 1952) – polski samorządowiec, przedsiębiorca i działacz sportowy, w latach 1995–1998 wicewojewoda gorzowski, w latach 2001–2002 wicemarszałek województwa lubuskiego.

## Życiorys
Pochodzi spod Gorzowa Wielkopolskiego. Ukończył studia z inżynierii rolniczej na Akademii Rolniczej w Szczecinie. Został też właścicielem przedsiębiorstwa. Działał także w organizacjach golfowych, został m.in. prezesem Polskiego Stowarzyszenia Golfa Seniorów.
Zaangażował się w działalność polityczną w ramach Polskiego Stronnictwa Ludowego. Od 1995 do 1998, za rządów koalicji SLD-PSL, sprawował funkcję wicewojewody gorzowskiego. W 1997 bez powodzenia kandydował do Sejmu, a w 2001 – do Senatu w okręgu nr 8, zajmując 8. miejsce na 11 kandydatów. Następnie w listopadzie 2001 wybrano go na prezesa lubuskich struktur PSL w miejsce Jana Andrykiewicza. 20 grudnia 2001 został wicemarszałkiem województwa lubuskiego, odpowiedzialnym m.in. za kulturę, ochronę zdrowia i pomoc społeczną. Zastąpił Jolantę Fedak, powołaną na wicewojewodę lubuskiego. W 2002 ubiegał się o mandat w sejmiku lubuskim. Zakończył pełnienie funkcji 26 listopada 2002 w związku z końcem kadencji zarządu. Przed wyborami do Parlamentu Europejskiego w 2004 został ogłoszony liderem listy kandydatów Samoobrony RP w okręgu gorzowsko-szczecińskim, ale zrezygnował z ubiegania się o mandat deputowanego.
W 1999 otrzymał Złoty Krzyż Zasługi. W 2018 uhonorowany Srebrną odznaką „Za Zasługi dla Sportu”.